# Svitoslav Peruzzi
Svitoslav (Svetoslav, Svetko) Peruzzi, slovenski kipar, * 17. oktober 1881, Lipe, † 15. april 1936, Split. Njegov sošolec je bil Hinko Smrekar.